# Femilet
 (mai 2013).
Si vous disposez d'ouvrages ou d'articles de référence ou si vous connaissez des sites web de qualité traitant du thème abordé ici, merci de compléter l'article en donnant les références utiles à sa vérifiabilité et en les liant à la section « Notes et références ».
Femilet est une marque de lingerie, créée dans les années 1960[réf. souhaitée] au Danemark par un fabricant[Qui ?] de sous-vêtements chauds. 
Quasiment inconnue en France, où elle n'est pas distribuée, cette marque, définie comme « milieu de gamme » est néanmoins populaire au Danemark. Elle produit de la lingerie de jour et de nuit, des accessoires et du balnéaire moyen de gamme. 
La marque a été rachetée en décembre 2010 par le groupe Chantelle.